# 1,4-ジアゼピン
1,4-ジアゼピン（英語: 1,4-diazepine）は、ジアゼピンの異性体の一つ。向精神薬のベンゾジアゼピン系およびチエノジアゼピン系の分子構造の核となっている。

ベンゾジアゼピン系
チエノジアゼピン系